# Gish (jeu vidéo)
Pour les articles homonymes, voir Gish.
Gish est un jeu vidéo de plates-formes créé par Edmund McMillen et sorti en 2004.
Le jeu était inclus dans le premier Humble Indie Bundle.

## Système de jeu
Gish est un jeu où le joueur est une boule de boue noire qui se promène dans les égouts, ramasse des pièces d'or et tue des monstres zombies. Il y a deux modes : Aventure, où il y a des niveaux à traverser, des cachettes à découvrir, des monstres à écraser, etc. Et le mode Versus permet de jouer à 2 ou à 4 joueurs sur le même ordinateur. Chacun devient un « Gish » d'une couleur différente et doit tuer les autres joueurs en les écrasant, en les noyant, etc. Gish a quelques « pouvoirs », le fait de devenir tout mou pour s'infiltrer dans un espace exigu (slide), devenir dur pour écraser des monstres ou pousser des blocs (heavy) et devenir collant pour « marcher » sur les murs (stick).

## Accueil

### Critique
- Los Angeles Times : 3,5/4[2]

### Récompenses
Gish a été nommé dans la catégorie web et téléchargement de l'Independent Games Festival 2004. L'année suivante, il y est nommé dans la catégorie ouverte et gagne le Grand prix Seumas-McNally et le Prix de l'innovation en Game design. La version pour téléphones mobiles a reçu le prix du Jeu mobile de l'année des lecteurs de Pocket Gamer.